# Jan Kozler
Jan Kozler (* 4. června 1976 Praha) je český vojenský duchovní, člen Církve československé husitské a v letech 2006–2015 hlavní kaplan Armády České republiky.

## Život
Středoškolské studium absolvoval na gymnáziu v Týně nad Vltavou, následně v letech 1994–2001 studoval v Praze na Husitské teologické fakultě Univerzity Karlovy. Po promoci přijal kněžské svěcení (2001), vykonal základní vojenskou službu a nastoupil jako kaplan Hradní stráže (říjen 2001 – září 2006). Zúčastnil se zahraničních misí v Iráku (2004) a Kosovu (2005–2006). S manželkou Martinou mají syny Adama a Tomáše a dceru Elu.